# 段業
段業（？—401年），京兆郡（今陝西省西安市）人，十六国时期北涼国開國君主，但其本身只是為盧水胡沮渠蒙遜及沮渠男成所推，他很忌憚沮渠蒙遜，蒙遜亦十分不安，最終沮渠蒙遜發動兵變推翻並殺害段業。

## 生平

### 獲推為主
段業博覽史傳，有文辭才學，原是前秦將領吕光部將杜進僚屬，從征西域。後呂光建後涼，出任建康太守。後涼龍飛二年（397年），沮渠蒙遜叛後涼，其堂兄沮渠男成亦叛，並進攻段業所守的建康。男成派使者勸段業支持自己，段業最初不肯，但在男成圍困二十日後還是答應了，遂被推為大都督、龍驤大將軍、涼州牧、建康公，改年號神璽。
神璽元年（397年）以沮渠男成為輔國將軍、沮渠男成的堂弟沮渠蒙遜為張掖太守，委以軍國重任。

### 猜忌蒙遜
神璽二年（398年），段業在沮渠蒙遜的支持下，力排眾議命蒙遜進攻西郡，終擒太守呂純，隨後晉昌太守王德及敦煌太守孟敏都向段業投降。不久段業又攻呂弘鎮守的張掖，呂弘率兵棄城東歸，段業不聽沮渠蒙遜歸師勿遏、窮寇勿追的諫言，執意追擊，終大敗而還。神璽三年（399年），稱涼王，改元天璽。同年後涼太子呂紹及呂纂來攻，段業請得禿髮烏孤派楊軌等協助，就打算進攻結陣迎戰的後涼軍。蒙遜卻認為楊軌伺機圖謀北涼，而且後涼軍兵處死地，肯定會奮戰求生，故段業不要出戰，免陷入危機。段業同意，最終按兵不戰，後涼軍也退兵。
段業本來只是一個有德望的儒者，因緣際會被推上王位，其實本人並沒有權謀，無法約束下屬，只信任卜卦、巫術。而一直以來，段業對於沮渠蒙遜的勇略就頗為忌憚，最初就讓沮渠蒙遜由尚書左丞外調到臨池郡任太守，想疏遠他。段業又親近信任門下侍郎馬權，以其代替蒙遜張掖太守之位，但蒙遜怨恨馬權常輕侮自己，於是向段業中傷馬權，段業遂殺馬權。另段業因索嗣認為李暠不能留在敦煌，任由其發展其勢力的建議而派索嗣接替李暠任敦煌太守，然李暠擊敗了索嗣，並上請段業誅殺索嗣，段業在沮渠男成勸告下就將索嗣殺了。此時，蒙遜有除掉段業之意，遂和男成表示既馬權、索嗣二人已死，應當殺死段業，改奉男成為主，但為男成拒絕。蒙遜因段業忌憚自己而愈見不安，遂自請任西安太守，段業亦怕蒙遜很快會反叛，答應了其請求。
公元400年（天玺二年）十一月，酒泉太守王德背叛北凉，自称为河州刺史。段业派沮渠蒙逊带兵前去征讨。王德烧毁了酒泉城，带领部队投奔李暠之亲家唐瑶。沮渠蒙逊在沙头追上，把他们打得大败，俘虏了王德的妻子儿女和部落居民之后才回去。

### 奸佞所誤
天璽三年（401年），沮渠蒙遜誣沮渠男成謀反，段業收捕沮渠男成並命其自殺，男成死前對段業說：「蒙遜早就和臣說過他要叛亂了，只是臣以兄弟緣故才不說出來。蒙遜以臣還在，怕部眾不聽從他，於是約臣與其祭山，反派人誣告臣。臣若果死了，蒙遜肯定很快就起兵了。請假稱臣死了，宣告臣的罪行，蒙遜肯定會起兵叛亂，而臣立即就會討伐他，必會成功。」可是，段業沒有聽信。男成死後，沮渠蒙遜以此為藉口激怒將士，並率領他們攻擊段業，連羌胡都起兵響應。段業見此就讓田昂及梁中庸率兵攻蒙遜，當時將領王豐孫警告稱西平田氏世代都有反叛者，而田昂「貌恭而心狠，志大而情險」，並不可信；但段業自以只能倚仗他對抗蒙遜，還是沒有聽從。最終田昂果然臨陣降於蒙遜，梁中庸亦被逼投降。接著田昂侄田承愛在蒙遜兵臨張掖時讓蒙遜入城，段業左右潰散，段業請求蒙遜饒他一命，讓其東歸與妻兒見面，但蒙遜還是殺了他。沮渠蒙遜隨後獲推為張掖公，繼立為北涼君主。